# محوطه کمالی دوزوی
محوطه کمالی دوزوی مربوط به عصر آهن - دوره هخامنشی است و در شهرستان زنجان، بخش مرکزی، دهستان قلتوق، ۲/۲ کیلومتری شمال روستای چایرلو واقع شده و این اثر در تاریخ ۱۸ اسفند ۱۳۸۷ با شمارهٔ ثبت ۲۵۳۳۷ به‌عنوان یکی از آثار ملی ایران به ثبت رسیده است.